# والدن ألكسيس فارغاس
والدن ألكسيس فارغاس (بالإسبانية: Walden Vargas)‏ (25 نوفمبر 1984 في كولومبيا - ) هو لاعب كرة قدم كولومبي في مركز الدفاع. لعب مع أتليتيكو هويلا وديبورتيفو باستو.

## وصلات خارجية
- والدن ألكسيس فارغاس على موقع قاعدة بيانات كرة القدم.إي يو (الإنجليزية)